# Tobi Hofmann

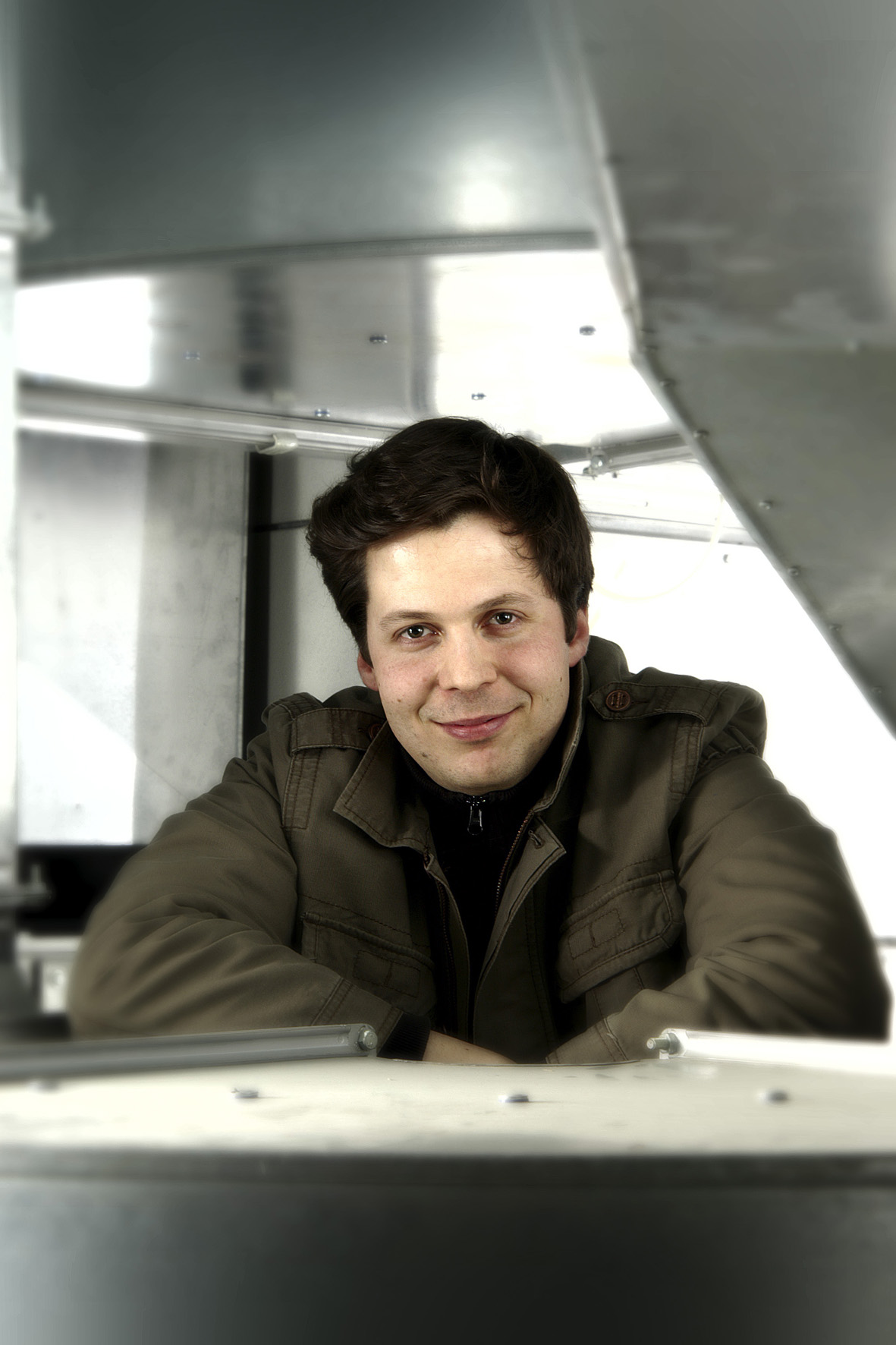
Tobi Hofmann (Foto: Klaus Junk)

Tobi Hofmann (* 30. August 1973 in München) ist ein deutscher Jazzmusiker, Schauspieler und Regisseur.

## Leben
Tobi Hofmann war von 1979 bis 1984 festes Mitglied des Tölzer Knabenchores und bekam daneben ersten Klavierunterricht. Ab 1985 erhielt er zusätzlich Schlagwerk- und Schlagzeug-Unterricht und begann 1989 mit Trompetespielen. Für ein A-cappella-Gesangsquintett schrieb er erste eigene Kompositionen und Arrangements.
1994 gründete er eine Big Band, die er zwei Jahre lang vom Schlagzeug aus leitete. 1996 ging er für ein Kompositionsstudium zu Rob Pronk an das Konservatorium von Rotterdam. 1998 bis 2002 studierte er Schauspiel an der Hochschule für Schauspielkunst „Ernst Busch“ Berlin und schloss mit Diplom ab.
2002 bis 2004 hatte er ein Festengagement als Schauspieler und Musiker am Badischen Staatstheater Karlsruhe. Seitdem war er freischaffend tätig als Jazzmusiker, Komponist für Bühne und Film, Schauspieler und Regisseur, u. a. am Staatsschauspiel Dresden, am Theater Basel, am Deutschen Schauspielhaus Hamburg und am Badischen Staatstheater Karlsruhe.
Seit 2011 ist er Musikalischer Leiter und Regisseur am Stadttheater Ingolstadt, in den Spielzeiten 2020/21 bis einschließlich 2023/24 war er zusätzlich stellvertretender Intendant.

## Bühnenmusik
Seit 2002 komponierte er zahlreiche Bühnenmusiken und übernahm die musikalische Leitung bei Musicals und Operetten, darunter Cabaret, Peter Pan (CocoRosie), Hedwig and the angry Inch, Little Shop of Horror, Monty Python´s Spamalot, Im weißen Rössl, Alice (Tom Waits).

## Inszenierungen
- Soulkitchen (Fatih Akın, Bühnenfassung von Tobias Hofmann). Stadttheater Ingolstadt 2023.
- Lenya Story (Torsten Fischer und Herbert Schäfer, Musik von Kurt Weill). Stadttheater Ingolstadt 2020.
- Der Räuber Hotzenplotz (Otfried Preußler). Stadttheater Ingolstadt 2019.
- Achtundsechzig. Eine musikalische Gemengelage. Staunend belauscht von Tobias Hofmann (Tobias Hofmann). Stadttheater Ingolstadt 2018.
- Frau Luna (Operette von Paul Lincke und Heinrich Booten-Baeckers). Stadttheater Ingolstadt 2018.
- In einem tiefen, dunklen Wald (Paul Maar). Stadttheater Ingolstadt 2017.
- Irgendwo, irgendwann – Eine Liebe in den Wirtschaftswunderjahren. Ein Schlagerabend (Tobias Hofmann). Stadttheater Ingolstadt 2017.
- Ewig jung – Ein Songdrama von Eric Gedeon. Landestheater Tübingen LTT 2016.
- Abends, wenn die Lichter glühn – Eine musikalische Weltflucht. Ein Herrenabend  (Tobias Hofmann). Stadttheater Ingolstadt 2015.
- Wie im Himmel (Kay Pollack). Stadttheater Ingolstadt 2014.
- Ah heut is zünftig – Einkarlvalentinundlieslkarlstadtabend (Tobias Hofmann). Stadttheater Ingolstadt 2012.
- Ein Münchner im Himmel und andere Schmankerl – auf den Spuren bayerischer Volkssänger und Philosophen (Tobias Hofmann/Thomas Unger). Stadttheater Ingolstadt 2011.
- Europa-Asien (Gebrüder Presnjakow). Staatstheater Karlsruhe 2005.

## Zusammenarbeit

### Als Musiker mit
Ulrich Wangenheim, Blerim Hoxha, Julian Fau, Josef Reßle, Andreas Feith, Jutta Keeß, Roman Sladek, Jan Eschke, Olaf Schönborn, Christian Elsässer, Martin Scales, Joe Kienemann, Denise Orita, Bastian Jütte, Andreas Kurz, Alexander von Hagke, Oliver Urbanski, Eric Schaefer, Paul Brody, Gabriel Hahn, Ludwig Leininger u. a.

### Als Schauspieler mit
Manfred Karge, Peter Zadek, Walter Meierjohann, Hasko Weber, Michael Simon, Florentine Klepper, Eduard Miler u. v. m.

## Diskografische Hinweise
- a jazzy christmas mit Denise Orita (voc), Joe Kienemann (piano) u. a., Rodenstein Records, 2004
- Aleksandra Tehovnik Songs from Slovenia 2Khz Records 2003
- urban sky, mit Oliver Urbanski (saxes) u. a., feat.: Paul Brody, 2004
- inside – Improvisationen im Reaktor, mit Olaf Schönborn und Ulrich Wangenheim (saxes), Rodenstein Records, 2005
- swip swap, mit Ulrich Wangenheim (saxes), Christian Elsässer (piano), u. a., Rodenstein Records, 2005
- Tanz der Teilchen – Tobi Hofmann Quintett, Jazz thing Next Generation Vol.13, Double Moon Records, 2006
- Easy – Tobi Hofmann, Nagel-Heyer Records, 2007
- november – Tobi Hofmann, feat. Martin Scales, 2kiloherz, 2007
- wasser:weg – Improvisationen in der Münchner Kanalisation – Tobi Hofmann, Ulrich Wangenheim, 2kiloherz, 2008
- heller raum – Improvisationen in der Basilika Altenstadt – Tobi Hofmann, Ulrich Wangenheim, 2kiloherz, 2009
- die kleinen dinge – Tobi Hofmann Quintett, 2kiloherz, 2010